# Aepeomys reigi
Aepeomys reigi е вид бозайник от семейство Хомякови (Cricetidae). Видът е световно застрашен, със статут Уязвим.

## Разпространение
Разпространен е във Венецуела.